# Gauliga Niedersachsen

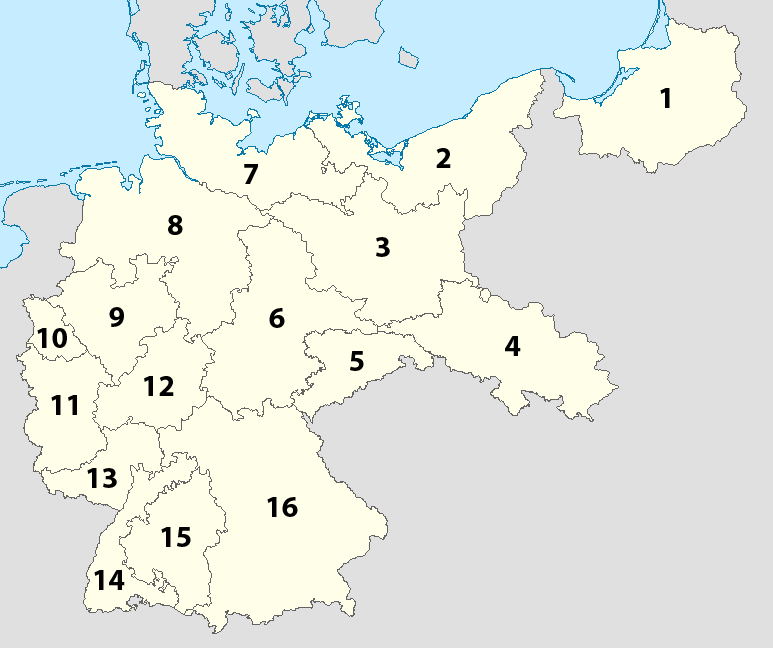
Die Gau-Einteilung 1933,
Nr. 8 = Niedersachsen

Die Gauliga Niedersachsen (später Bereichsliga Niedersachsen) war eine von 16 Gauligen, den obersten Fußballligen in Deutschland nach der nationalsozialistischen Machtergreifung.

## Geschichte
Ab 1933 spielten zehn niedersächsische Mannschaften um die Teilnahme an der Deutschen Meisterschaft, an der der Gauligameister teilnehmen durfte. Ein Jahr später wurde die Meisterschaft um eine Mannschaft aufgestockt, da Viktoria Wilhelmsburg aus der Gauliga Nordmark in der niedersächsischen Gauliga integriert wurde. Die Anzahl der Mannschaften blieb anschließend ein weiteres Jahr bei elf Vereinen, da der VfB Peine nach Irregularitäten in der ersten Spielzeit der Liga 1933/34, in der der Klub absteigen musste, wieder in die Liga aufgenommen wurde.
Nachdem 1937 etliche Nachbarorte Hamburgs, darunter Harburg-Wilhelmsburg, in die Stadt eingemeindet wurden, erfuhr das Teilnehmerfeld der Liga eine starke Durchmischung, da die Mannschaften aus diesen Orten fortan wieder in der Gauliga Nordmark antraten. Bis 1939 spielten zehn Mannschaften um die Gaumeisterschaft. Anschließend wurde die Liga in zwei Staffeln mit jeweils sechs Vereinen aufgeteilt, wobei zunächst die Staffelsieger in Hin- und Rückspiel den Meister ausspielten. Zwei Jahre später nahmen die besten drei Mannschaften der jeweiligen Staffeln an einer Endrunde um die Teilnehmerschaft an der deutschen Meisterschaft teil.
Als Unterbau zur Gauliga Niedersachsen dienten die sechs Bezirksklassen Bremen (bis 1937 Bremen-Nord), Osnabrück (bis 1937 Bremen-Süd), Hannover (bis 1937 Hannover-Süd), Lüneburg (bis 1937 Hannover-Nord), Braunschweig (bis 1937 Braunschweig-Ost und Braunschweig-West) und Göttingen (bis 1937 Braunschweig-Süd), deren Sieger in einer Aufstiegsrunde die zwei Aufsteiger zur Gauliga ausspielten.
1942 wurde der Sportbereich Niedersachsen aufgelöst, die Liga endgültig gespalten und zunächst in die Gauligen Südhannover-Braunschweig und Weser-Ems geteilt, zu denen sich ein Jahr später noch die Gauliga Osthannover gesellte.

## Gaumeister 1934–1942
| Saison  | Gaumeister Niedersachsen | Abschneiden deutsche Meisterschaft | Deutscher Meister |
| ------- | ------------------------ | ---------------------------------- | ----------------- |
| 1933/34 | SV Werder Bremen         | Gruppendritter Gruppe B            | FC Schalke 04     |
| 1934/35 | Hannover 96              | Gruppenzweiter Gruppe B            | FC Schalke 04     |
| 1935/36 | SV Werder Bremen         | Gruppenzweiter Gruppe B            | 1. FC Nürnberg    |
| 1936/37 | SV Werder Bremen         | Gruppenzweiter Gruppe B            | FC Schalke 04     |
| 1937/38 | Hannover 96              | Gewinner                           | Hannover 96       |
| 1938/39 | VfL Osnabrück            | Gruppenzweiter Gruppe I            | FC Schalke 04     |
| 1939/40 | VfL Osnabrück            | Gruppendritter Gruppe 2            | FC Schalke 04     |
| 1940/41 | Hannover 96              | Gruppenzweiter Gruppe 2b           | SK Rapid Wien     |
| 1941/42 | SV Werder Bremen         | Viertelfinale                      | FC Schalke 04     |

## Rekordmeister
Rekordmeister der Gauliga Niedersachsen ist der SV Werder Bremen, welcher die Gaumeisterschaft viermal gewinnen konnte.
|  | Verein           | Titel | Jahr                   |
|  | ---------------- | ----- | ---------------------- |
|  | SV Werder Bremen | 4     | 1934, 1936, 1937, 1942 |
|  | Hannover 96      | 3     | 1935, 1938, 1941       |
|  | VfL Osnabrück    | 2     | 1939, 1940             |

## Ewige Tabelle
Berücksichtigt sind alle Gruppen- und Finalspiele der Gauliga Niedersachsen zwischen den Spielzeiten 1933/34 und 1941/42. Die Tabelle richtet sich nach der damals üblichen Zweipunkteregel.
| Pl. | Verein                 | Jahre | Sp. | S  | U  | N  | T+  | T-  | Diff. | Punkte  | Ø-Pkt. | Titel | Spielzeiten nach Kalenderjahren |
| --- | ---------------------- | ----- | --- | -- | -- | -- | --- | --- | ----- | ------- | ------ | ----- | ------------------------------- |
| 1.  | SV Werder Bremen       | 9     | 152 | 97 | 32 | 23 | 470 | 205 | +265  | 226:78  | 1,49   | 4     | 1933–42                         |
| 2.  | Hannover 96            | 9     | 156 | 95 | 21 | 40 | 509 | 249 | +260  | 211:101 | 1,35   | 3     | 1933–42                         |
| 3.  | Eintracht Braunschweig | 9     | 152 | 82 | 25 | 45 | 454 | 262 | +192  | 189:115 | 1,24   | -     | 1933–42                         |
| 4.  | SV Arminia Hannover    | 9     | 142 | 70 | 20 | 52 | 333 | 294 | +39   | 160:124 | 1,13   | -     | 1933–42                         |
| 5.  | VfL Osnabrück          | 6     | 100 | 48 | 20 | 32 | 200 | 164 | +36   | 116:84  | 1,16   | 2     | 1935/36, 1937–42                |
| 6.  | SV Algermissen         | 6     | 112 | 40 | 24 | 48 | 179 | 235 | −56   | 104:120 | 0,93   | -     | 1933–39                         |
| 7.  | VfB Peine              | 6     | 102 | 31 | 18 | 53 | 176 | 232 | −56   | 80:124  | 0,78   | -     | 1933/34, 1935–40                |
| 8.  | Borussia Harburg       | 3     | 58  | 21 | 12 | 25 | 115 | 122 | −7    | 54:62   | 0,93   | -     | 1934–1937                       |
| 9.  | ASV Blumenthal         | 5     | 66  | 20 | 9  | 37 | 111 | 193 | −82   | 49:83   | 0,74   | -     | 1937–42                         |
| 10. | RSV Hildesheim         | 3     | 58  | 15 | 17 | 26 | 105 | 144 | −39   | 47:69   | 0,81   | -     | 1933–36                         |
| 11. | VfB Komet Bremen       | 3     | 58  | 17 | 11 | 30 | 86  | 152 | −66   | 45:71   | 0,78   | -     | 1933–36                         |
| 12. | SpVgg Wilhelmshaven    | 3     | 40  | 17 | 8  | 15 | 107 | 69  | +38   | 42:38   | 1,05   | -     | 1939–42                         |
| 13. | Rasensport Harburg     | 2     | 38  | 16 | 2  | 20 | 79  | 94  | −15   | 34:42   | 0,89   | -     | 1935–37                         |
| 14. | Bremer SV              | 3     | 48  | 13 | 7  | 28 | 99  | 162 | −63   | 33:63   | 0,69   | -     | 1933–35, 1939/40                |
| 15. | SV Linden 07           | 4     | 50  | 12 | 6  | 32 | 107 | 185 | −78   | 30:70   | 0,6    | -     | 1937/38, 1939–42                |
| 16. | Schinkel 04            | 3     | 30  | 9  | 6  | 15 | 66  | 88  | −22   | 24:36   | 0,8    | -     | 1939–42                         |
| 17. | LSV Wolfenbüttel       | 1     | 20  | 10 | 2  | 8  | 52  | 44  | +8    | 22:18   | 1,1    | -     | 1941/42                         |
| 18. | MSV Jäger 7 Bückeburg  | 1     | 18  | 7  | 5  | 6  | 41  | 30  | +11   | 19:17   | 1,06   | -     | 1938/39                         |
| 19. | Wilhelmsburg 09        | 1     | 18  | 6  | 4  | 8  | 33  | 37  | −4    | 16:20   | 0,89   | -     | 1936/37                         |
| 20. | SpVgg 1897 Hannover    | 1     | 20  | 7  | 2  | 11 | 35  | 57  | −22   | 16:24   | 0,8    | -     | 1934/35                         |
| 21. | Viktoria Wilhelmsburg  | 1     | 20  | 6  | 4  | 10 | 38  | 61  | −23   | 16:24   | 0,8    | -     | 1934/35                         |
| 22. | 1. SC Göttingen 05     | 4     | 56  | 5  | 5  | 46 | 75  | 236 | −161  | 15:97   | 0,27   | -     | 1933/34, 1936/37, 1940–42       |
| 23. | MSV Lüneburg           | 1     | 18  | 4  | 4  | 10 | 26  | 42  | −16   | 12:24   | 0,67   | -     | 1938/39                         |
| 24. | Germania Wolfenbüttel  | 1     | 18  | 3  | 4  | 11 | 25  | 60  | −35   | 10:26   | 0,56   | -     | 1937/38                         |
| 25. | TSV Osnabrück          | 1     | 10  | 3  | 1  | 6  | 20  | 41  | −21   | 7:13    | 0,7    | -     | 1941/42                         |
| 26. | Hildesheimer SV 07     | 2     | 20  | 3  | 1  | 16 | 39  | 96  | −57   | 7:33    | 0,35   | -     | 1939–41                         |
| 27. | TuRa Gröpelingen       | 1     | 10  | 2  | 0  | 8  | 20  | 46  | −26   | 4:16    | 0,4    | -     | 1940/41                         |